# Kathryn Hahn
Kathryn Hahn (Westchester, 23 juli 1973) is een Amerikaans film- en televisieactrice. Ze won samen met de gehele cast een Ensemble Performance Award op het Palm Springs International Film Festival voor hun spel in Revolutionary Road (2008). Naast haar rollen in onder meer de films How to Lose a Guy in 10 Days en A Lot Like Love speelde ze van 2001 tot en met 2007 Lily Lebowski in de televisieserie Crossing Jordan.
Hahn trouwde in januari 2002 met acteur Ethan Sandler, met wie ze in 2006 een zoon kreeg en in 2009 een dochter. Hahn en Sandler speelden van 2002 tot en met 2007 samen in Crossing Jordan.

## Filmografie

### Film
- 1999: Flushed, als vrouw
- 2003: How to Lose a Guy in 10 Days, als Michelle Rueben
- 2004: Win a Date with Tad Hamilton!, als Angelica
- 2004: Anchorman: The Legend of Ron Burgundy, als Helen
- 2004: Around the Bend, als Sarah
- 2004: Wake Up, Ron Burgundy: The Lost Movie, als Helen
- 2005: A Lot Like Love, als Michelle
- 2006: The Holiday, als Bristol
- 2007: The Last Mimzy, als Naomi Schwartz
- 2008: Step Brothers, als Alice Huff
- 2008: Revolutionary Road, als Milly Campbell
- 2009: The Goods: Live Hard, Sell Hard, als Babs Merrick
- 2010: How Do You Know, als Annie
- 2011: Our Idiot Brother, als Janet
- 2012: Wanderlust, als Karen
- 2012: The Dictator, als zwangere vrouw
- 2013: Afternoon Delight, als Rachel
- 2013: We're the Millers, als Edie Fitzgerald
- 2013: Dark Around the Stars, als Judith
- 2013: The Secret Life of Walter Mitty, als Odessa Mitty
- 2014: Bad Words, als Jenny Widgeon
- 2014: This Is Where I Leave You, als Annie Altman
- 2015: She's Funny That Way, als Delta Simmons
- 2015: The D Train, als Stacey
- 2015: Tomorrowland, als Ursula Gernsback
- 2015: Len and Company, als Isabelle
- 2015: The Visit, als Loretta Jamison
- 2015: The Family Fang, als Camille Fang
- 2016: Captain Fantastic, als Harper Cash
- 2016: The Do-Over, als Becca
- 2016: Bad Moms, als Carla Dunkler
- 2017: Flower, als Laurie Vandross
- 2017: A Bad Moms Christmas, als Carla Dunkler
- 2018: Private Life, als Rachel Biegler
- 2018: Hotel Transylvania 3, als Ericka Van Helsing (stemrol)
- 2018: Spider-Man: Into the Spider-Verse, als Dr. Olivia "Liv" Octavius / Doctor Octopus (stemrol)
- 2022: Hotel Transylvania: Transformania, als Ericka Van Helsing (stemrol)
- 2022: Glass Onion: A Knives Out Mystery, als Claire Debella
- 2023: Spider-Man: Across the Spider-Verse, als Dr. Olivia "Liv" Octavius / Doctor Octopus (stemrol)

### Televisie
- 1981-1991: Hickory Hideout, als zichzelf
- 2001-2007: Crossing Jordan, als Lily Lebowski
- 2006: Four Kings, als Sharon
- 2009: Ab Fab, als Eddy
- 2010: Hung, als Claire
- 2011: Funny or Die Presents, als jaagster
- 2011: Traffic Light, als Kate
- 2011: Mad Love, als Linda Clay
- 2011: Free Agents, als Helen
- 2012-2015: Parks and Recreation, als Jennifer Barkley
- 2012: Girls, als Katherine Lavoyt
- 2012: The Newsroom, als Carrie
- 2012: Childrens Hospital, als leerkracht
- 2012: Robot Chicken, als Mrs. Marquez (stemrol)
- 2013-2015: Kroll Show, als moeder van Mikey
- 2013: NTSF:SD:SUV::, als Marge
- 2013: The Greatest Event in Television History, als Greta Strauss / Sara Rush
- 2014, 2020, 2022: Bob's Burgers, als Jessica (stemrol)
- 2014: Chozen, als Tracy (stemrol)
- 2014: American Dad!, als Luli (stemrol)
- 2014-2019: Transparent, als Raquel Fein
- 2015: Happyish, als Lee Payne
- 2015: Last Week Tonight with John Oliver, als vrouw
- 2016: Brooklyn Nine-Nine, als Eleanor Horstweil
- 2016-2017: I Love Dick, als Chris Kraus
- 2018: The Romanoffs, als Anka
- 2018: Angie Tribeca, als Susan
- 2019: Mrs. Fletcher, als Eve Fletcher
- 2020: I Know This Much Is True, als Dessa Constantine
- 2020-2022: Central Park, als Paige Hunter (stemrol)
- 2021: WandaVision, als Agatha Harkness / "Agnes"
- 2021: The Shrink Next Door, als Phyllis Markowitz
- 2021: Live in Front of a Studio Audience, als Jo Polniaczek
- 2023: Tiny Beautiful Things, als Clare
- 2024: Agatha All Along, als Agatha Harkness / "Agnes O'Connor"
- 2024: What If...?, als Agatha Harkness (stemrol)

- Bibsys: 11071203
- Biblioteca Nacional de España: XX5568190
- Bibliothèque nationale de France: cb15093106s (data)
- Gemeinsame Normdatei: 107282888X
- International Standard Name Identifier: 0000 0001 1458 4340
- Library of Congress Control Number: no2004042274
- MusicBrainz: 2ca7ba94-5b9f-4c64-afc4-0f964f5dfd86
- Nationale Bibliotheek van Tsjechië: xx0070841
- Nationale Bibliotheek van Israël: 987007425232305171
- Nederlandse Thesaurus van Auteursnamen: 382724216
- Système universitaire de documentation: 227771788
- Virtual International Authority File: 164434801
- WorldCat: E39PBJqk4kwX9cQ93DTG4CGmBP